# Baggage Claim
«Baggage Claim» —en español: «Reclamación de equipaje»— es una canción coescrita y grabada por el cantante de música country Miranda Lambert. Fue lanzado en agosto de 2011 como el primer sencillo de su álbum Four the Record. Fue escrita por Lambert, con Natalie Hemby y Luke Laird.

## Contenido
Su letra se escucha en el término «equipaje emocional», comparándolos con el equipaje que un hombre infiel se está acelerando a un reclamo de equipaje del aeropuerto.
La canción cuenta con un respaldo vocal de Josh Kelley.

## Video musical
Una presentación en vivo de «Baggage Claim» en CMA Awards de 2011 en 9 de noviembre de 2011 se desempeñó como el video musical de la canción.

## Rendimiento en las listas
«Baggage Claim» debutó en el número 33 en la lista Billboard Hot Country Songs de Estados Unidos para la semana que finalizó el 20 de agosto de 2011. También debutó en el número 67 en Billboard Hot 100 en Estados Unidos para la semana del 27 de agosto de 2011, y en el número 92 en la lista de Canadian Hot 100 durante la semana del 8 de octubre de 2011.
| Listas (2011–2012)                 | Mejor posición |
| ---------------------------------- | -------------- |
| Estados Unidos (Hot Country Songs) | 3              |
| Estados Unidos (Billboard Hot 100) | 44             |
| Canadá (Canadian Hot 100)          | 74             |

### Posición fin de año
| Listas (2011)                            | Posición |
| ---------------------------------------- | -------- |
| Estados Unidos Country Songs (Billboard) | 45       |

| Listas (2012)                            | Posición |
| ---------------------------------------- | -------- |
| Estados Unidos Country Songs (Billboard) | 81       |